# Steeven Petitteville
Steeven Petitteville (né en 1974 à Athis-Mons) est un directeur de la photographie français.

## Biographie
Steeven Petitteville est un directeur de la photographie français.
Il a collaboré entre autres avec les réalisateurs Phil Joanou, Bret Easton Ellis, Maurice Barthélemy, Clément Michel et Franck Khalfoun.
Ainsi que pour des productions tels que Universal, Blumhouse ou Studiocanal.
Il a également tourné un grand nombre de publicités pour des marques prestigieuses (Chanel, Gucci, Persol, samsung, Canon...)
Steeven Petitteville est membre de l'AFC

## Filmographie partielle

### Cinéma
- 2009 : Une pute et un poussin de Clément Michel (court métrage)
- 2010 : Bébés de Thomas Balmès (documentaire)
- 2011 : Behold the lamb de John Mcilduff[1],[2],[3],[4],[5]
- 2011 : Low cost de Maurice Barthelemy
- 2013 : La Stratégie de la poussette de Clément Michel
- 2014 : Solitude de Vernie Yeung[6],[7]
- 2016 : The Veil de Phil Joanou[8]
- 2016 : Operator de Logan Kibens (selection vision SXSW 2016)[9],[10],[11],[12],[13],
- 2022 : Terror on the prairie de Michael Polish
- 2022 : Bonnie de Simon Wallon (documentaire)
- 2023 : Night of the hunted de Franck Khalfoun
- 2024 : Une affaire de principe de Antoine Raimbault

### Télévision
- 2014 : Crime d'état de Pierre Aknine[14]
- 2016 : The deleted de Bret Easton Ellis
- 2021 : On the verge de Julie Delpy (photographie additionelle)
- 2024 : Iris de Doria Tillier (élue meilleure serie 26' au festival de la rochelle)

## Liens externes
- Ressources relatives à l'audiovisuel :   - Allociné
  - César du cinéma
  - Film-documentaire.fr
  - IMDb
  - Unifrance
- « Steeven Petitteville », sur www.unifrance.org (consulté le 10 juillet 2015)
- « Steeven Petitteville Archives - The Inspiration Room », sur The Inspiration Room (consulté le 10 juillet 2015)
- (en) « tcm »
- « Steeven Petitteville - About This Person - Movies & TV - NYTimes.com », sur www.nytimes.com (consulté le 10 juillet 2015)